# 엔리 마르틴
엔리 호수에마르틴 멕스(스페인어: Henry Josué Martín Mex, 1992년 11월 18일 ~ )는 멕시코의 축구 선수로 현재 리가 MX의 아메리카에서 활동하고 있다.